# Collège franco-britannique
 (août 2017).
Si vous disposez d'ouvrages ou d'articles de référence ou si vous connaissez des sites web de qualité traitant du thème abordé ici, merci de compléter l'article en donnant les références utiles à sa vérifiabilité et en les liant à la section « Notes et références ».
Le Collège franco-britannique est une résidence pour étudiants inaugurée le 16 juillet 1937. Il est l'une des quarante maisons que constitue la Cité internationale universitaire de Paris. 

## Histoire
L'idée d'un Collège franco-britannique a germé à l'issue de la première guerre mondiale afin de célébrer l'amitié entre la Grande-Bretagne et la France.

## Architecture[2]
Le Collège a été créé par Pierre Martin et Maurice Vieu, deux architectes qui furent aussi les auteurs de la Maison des Étudiants de l’Asie du Sud-Est. L'architecture jacobéenne (briques rouges, bow-windows, tourelles, hautes souches de cheminées…) typiquement anglaise du Collège rappelle les collèges universitaires d'Outre-manche. Au dessus du portail d'entrée, on peut remarquer les sceaux de la Sorbonne, rappelant les origines du bâtiment, encadrés par ceux de la France et de l'Angleterre. 
Le Collège franco-britannique a fait l'objet d'une importante rénovation dirigée par l'architecte Vincent Sabatier entre 1999 et 2001.